# Neurociência e orientação sexual
A orientação sexual é um padrão duradouro de atração romântica ou sexual (ou uma combinação de ambos) por pessoas do sexo ou gênero oposto, do mesmo sexo ou gênero, ou por ambos os sexos ou mais de um gênero, ou nenhum dos acima mencionados. As causas e mecanismos finais do desenvolvimento da orientação sexual em humanos permanecem obscuros e muitas teorias são especulativas e controversas. No entanto, os avanços da neurociência explicam e ilustram características ligadas à orientação sexual. Estudos exploraram correlatos neurais estruturais, relações funcionais e/ou cognitivas e teorias de desenvolvimento relacionadas à orientação sexual em humanos.

## Neurobiologia do desenvolvimento
Muitas teorias a respeito do desenvolvimento da orientação sexual envolvem o desenvolvimento neural fetal, com modelos que ilustram a exposição pré-natal a hormônios, imunidade materna e instabilidade do desenvolvimento. Outros fatores propostos incluem o controle genético da orientação sexual. Nenhuma evidência conclusiva foi mostrada de que os efeitos ambientais ou aprendidos são responsáveis pelo desenvolvimento da orientação não heterossexual.
A partir de 2005, os dimorfismos sexuais no cérebro e no comportamento dos vertebrados foram contabilizados pela influência dos andrógenos esteroidais gonadais, conforme demonstrado em modelos animais nas décadas anteriores. O modelo androgênico pré-natal da homossexualidade descreve os efeitos neurodesenvolvimentais da exposição fetal a esses hormônios. Em 1985, Geschwind e Galaburda propuseram que os homens homossexuais são expostos a altos níveis de andrógenos no início do desenvolvimento e propuseram que as variações temporais e locais na exposição do andrógeno ao cérebro em desenvolvimento do feto é um fator nas vias que determinam a homossexualidade. Isso levou os cientistas a procurar marcadores somáticos para a exposição hormonal pré-natal que poderiam ser facilmente, e não invasivamente, explorados em populações endocrinologicamente normais. Vários marcadores somáticos (incluindo proporções de dedos 2D: 4D, potenciais evocados auditivos, padrões de impressão digital e padrões de piscar de olhos) já foram encontrados para mostrar variação com base na orientação sexual em indivíduos adultos saudáveis.
Outras evidências que apóiam o papel da testosterona e dos hormônios pré-natais no desenvolvimento da orientação sexual incluem observações de indivíduos do sexo masculino com extrofia de cloaca que foram designados como mulheres durante o nascimento para mais tarde se declararem homens. Isso apóia a teoria de que o aumento da testosterona pré-natal é crucial para o desenvolvimento da identidade de gênero. Além disso, mulheres cujas mães foram expostas ao dietilestilbestrol (DES) durante a gravidez apresentam taxas mais elevadas de bissexualidade e homossexualidade.
Variações no hipotálamo podem ter alguma influência na orientação sexual. Estudos mostram que fatores como número de células e tamanho de vários núcleos no hipotálamo podem afetar a orientação sexual.

## Pesquisa cerebral
O núcleo sexualmente dimórfico da área pré-óptica (SDN-POA) do hipotálamo anterior mostra diferenças de sexo (entre machos e fêmeas) na estrutura em vários mamíferos (por exemplo, ovelhas/carneiros, camundongos, ratos). Também há evidências de que o SDN-POA, ou regiões próximas, ajudam a mediar o comportamento sexual dimórfico de acasalamento, incluindo em ovelhas/carneiros - um modelo animal imperfeito, mas razoável para a orientação sexual humana. Um local potencialmente homólogo em humanos - o terceiro núcleo intersticial do hipotálamo anterior (INAH-3) - também mostra diferenças sexuais e difere em tamanho e número de células entre homens heterossexuais e homossexuais, uma descoberta que foi replicada em pesquisas subsequentes. Também há evidências de que regiões do hipotálamo anterior em humanos podem ser ativadas pelo cheiro de esteróides semelhantes a hormônios (isto é, feromônios), e essa ativação varia de acordo com o sexo e a orientação sexual em homens e mulheres. Assim, regiões cerebrais semelhantes a POA podem estar processando parcialmente estímulos sexuais associados a atrações básicas por outras pessoas. Existem outros locais do cérebro além do POA que foram associados à orientação sexual em humanos (por exemplo, o núcleo supraquiasmático), mas essas regiões do cérebro provavelmente não mediarão atrações sexuais básicas para homens ou mulheres, visto que esses locais não foram associados ao comportamento sexual, mas indicam que há outras regiões que também têm "sexo invertido" em homossexuais em comparação com heterossexuais.

## Efeito da ordem de nascimento fraterno
A neurociência tem sido envolvida no estudo da ordem de nascimento e orientação sexual masculina. Um volume significativo de pesquisas descobriu que quanto mais irmãos mais velhos um homem tem da mesma mãe, maior a probabilidade de ele ter uma orientação homossexual. As estimativas indicam que há um aumento de 33% a 48% nas chances de homossexualidade em uma criança do sexo masculino com cada irmão mais velho, e o efeito não é observado naquelas com irmãos adotivos ou meio-irmãos mais velhos, indicativo de um mecanismo biológico pré-natal. Ray Blanchard e Anthony Bogaert descobriram a associação na década de 1990 e chamaram-na de efeito de ordem de nascimento fraternal (Fraternal Birth Order Effect ou FBO em inglês). O mecanismo pelo qual se acredita que o efeito opera afirma que a mãe desenvolve uma resposta imunológica contra uma substância importante no desenvolvimento fetal masculino durante a gravidez, e que esse efeito imunológico se torna cada vez mais provável com cada feto masculino gestado pela mãe. Acredita-se que esse efeito imunológico cause uma alteração no desenvolvimento pré-natal do cérebro de (alguns) homens nascidos posteriormente. O alvo da resposta imune são moléculas (especificamente proteínas ligadas ao Y, que se acredita que desempenham um papel na diferenciação sexual do cérebro fetal) na superfície das células cerebrais fetais masculinas, incluindo em locais do hipotálamo anterior (que foi ligado à orientação sexual em outra pesquisa). Acredita-se que os anticorpos produzidos durante a resposta imune cruzem a barreira placentária e entrem no compartimento fetal, onde se ligam às moléculas ligadas ao cromossomo Y e, assim, alteram seu papel na diferenciação sexual, levando alguns homens a serem atraídos por homens em oposição a mulheres. Evidências bioquímicas para apoiar essa hipótese foram identificadas em 2017, encontrando mães de filhos gays, particularmente aqueles com irmãos mais velhos, tinham níveis de anti-NLGN4Y significativamente mais elevados do que outras amostras de mulheres, incluindo mães de filhos heterossexuais.
O efeito não significa que todos ou a maioria dos filhos serão gays após várias gestações masculinas, mas sim que as chances de ter um filho gay aumentam de aproximadamente 2% para o primeiro filho, para 4% para o segundo, 6% para o terceiro e assim por diante. Os cientistas estimam que entre 15% e 29% dos homens gays devem sua orientação sexual a esse efeito, mas o número pode ser maior, já que abortos anteriores e interrupções de gravidez masculina podem ter exposto suas mães aos antígenos ligados ao cromossomo Y. Além disso, o efeito é anulado em homens canhotos. Como depende da destreza e a destreza é uma característica determinada no desenvolvimento pré-natal, isso aumenta as chances do efeito ser biológico, ao invés de psicossocial. O efeito da ordem de nascimento fraternal não se aplica ao desenvolvimento da homossexualidade feminina. Blanchard não acredita que a mesma resposta de anticorpos causaria homossexualidade em filhos gays primogênitos - em vez disso, eles devem sua orientação a genes, hormônios pré-natais e outras respostas imunológicas maternas que também influenciam o desenvolvimento do cérebro fetal.
Os poucos estudos que não observaram uma correlação entre homossexualidade masculina e ordem de nascimento foram geralmente criticados por erros metodológicos e métodos de amostragem. Ray Blanchard considera o efeito "uma das variáveis epidemiológicas mais confiáveis já identificadas no estudo da orientação sexual", e J. Michael Bailey disse que nenhuma hipótese plausível além de uma resposta imune materna foi identificada.